# Południowy Płaj

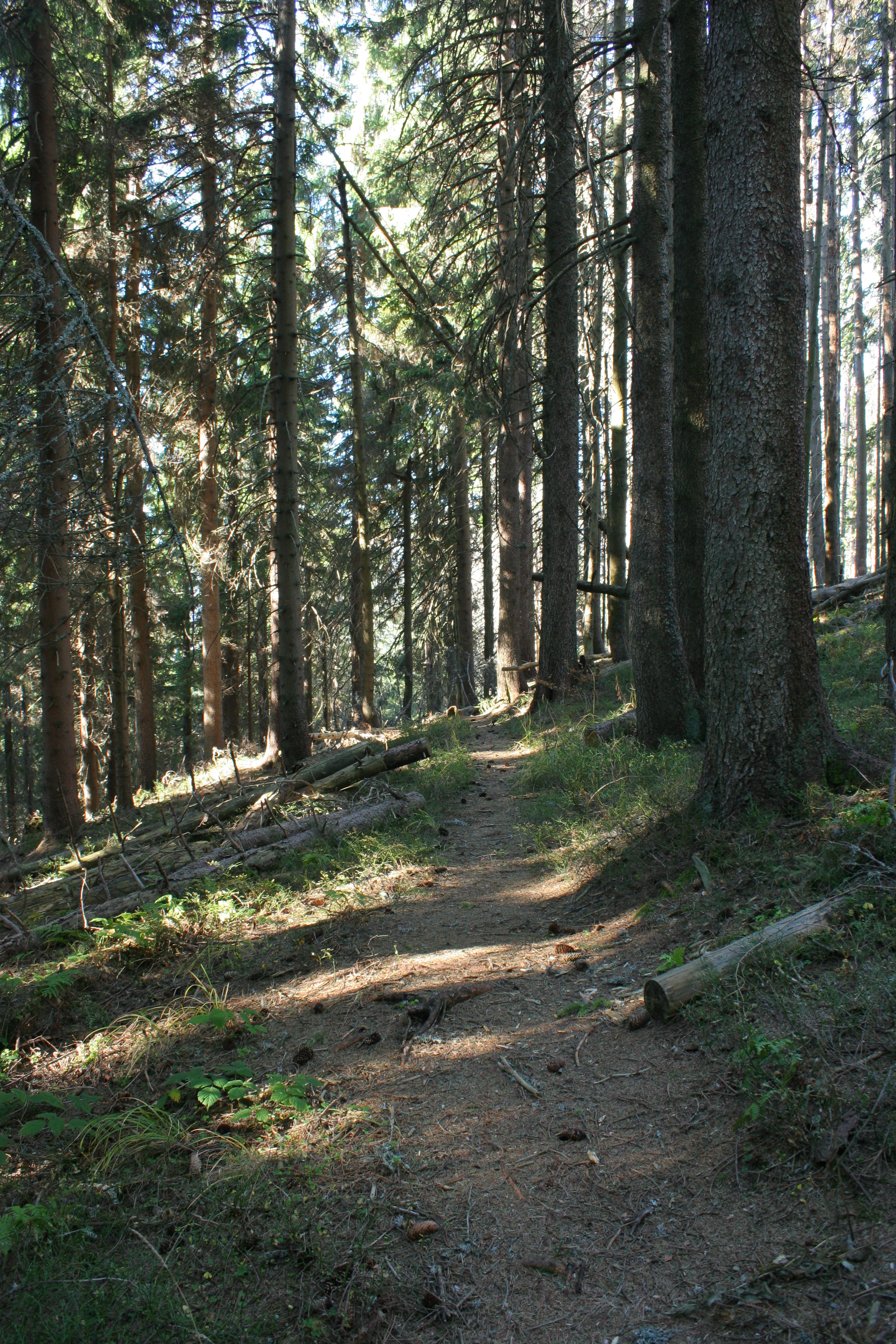
Południowy Płaj – widok ze szlaku zielonego w stronę zachodnią

Południowy Płaj (w literaturze spotyka się także nazwę Chodnik Parkowy) – wytyczona w latach 1959–1961 ścieżka biegnąca na południowym stoku Babiej Góry na wysokości 1200–1300 m n.p.m. wzdłuż południowej granicy Babiogórskiego Parku Narodowego, od granicy państwa do nartostrady biegnącej z Sokolicy na Przełęcz Krowiarki.
Ścieżka została wytyczona w celu inwentaryzacji terenów leśnych. Z Południowym Płajem krzyżuje się biegnący Pańskim Chodnikiem zielony szlak turystyczny Sidzina – Jabłonka, biegnący przez wierzchołek Diablaka. W miejscu tym znajduje się drewniany schron turystyczny i tablica informacyjna ścieżki edukacyjnej Krzywa Rzeka. Południowy Płaj przebiega przez bory górskie ze świerkiem pospolitym (Picea abies) jako gatunkiem dominującym (wyniki monitoringu GIOŚ).
Ścieżka znajduje się w granicach wsi Lipnica Wielka w województwie małopolskim, w powiecie nowotarskim, w gminie Lipnica Wielka.